# Idiocerus abatus
Idiocerus abatus är en insektsart som beskrevs av Kuoh och Fang 19??. Idiocerus abatus ingår i släktet Idiocerus och familjen dvärgstritar. Inga underarter finns listade i Catalogue of Life.